# Принцесса слонов
Принцесса слонов (или Слон и принцесса, англ. The Elephant Princess) — австралийский детский телесериал, который вышел в эфир на Network Ten в 2008 году. Второй сезон был показан с 2010 года по май 2011 года. В России сериал транслировался в 2009-2010 годах на телеканале Nickelodeon. В 2012 состоялся повторный показ на телеканале Карусель в другом переводе, а 24 февраля 2013 года состоялся премьерный показ второго сезона. Также выходил под названием «Принцесса из Манджипура».

## Сюжет

### 1 сезон
Александра Уилсон — обычная девчонка. Она ходит в обычную школу, дружит с обычными ребятами, играет на гитаре в группе и постоянно опаздывает. Однажды на заднем дворе своего дома она обнаруживает слониху Анеллу, способную перемещаться между мирами.
Алекс знакомится с Куру, молодым человеком, который должен помочь ей освоиться со своими новыми магическими силами, ведь на самом деле Алекс — принцесса волшебной страны Манджипур. Её ждут новые открытия, новые приключения, новые тайны, новая любовь и даже новые враги — злобный кузен Алекс Вашан не собирается отдавать трон без боя. В 23 серии у Дивы появляются магические силы и она хочет сесть на трон. Алекс и Вашан теряют магию, но Алекс с помощью Анеллы побеждает Диву. Алекс становится правительницей Манджипура.

### 2 сезон
Справившись, наконец, с королевскими обязанностями и домашними хлопотами, Алекс всё может держать под контролем. Она и её лучшая подруга Аманда приняты на очень престижные курсы по музыке в новой школе. Благодаря новому барабанщику, Тейлору, Алекс и Аманда находятся на пути к славе и удаче. Но всё неожиданно меняется: Манджипуру угрожает возвращение Дивы. И на сей раз она является не одна, а с друзьями детства Куру — жителями Мандждипура Калебом и его сестрой Замирой. Самой большой проблемой для Манджипура станет Калеб.
Зная о неудачах Калеба и Замиры, Дива заставляет их работать на неё, чтобы найти книгу Тёмной магии и свергнуть принцессу Алекс. Алекс быстро влюбляется в умопомрачительно красивого Калеба, и их отношения начинают быстро развиваться, в результате Калеб разрывается между сделкой со злой ведьмой Дивой и чувствами к Алекс. Дива ищет книгу Тёмной магии, чтобы разузнать все магические секреты, но Алекс не собирается всё это так оставлять. Она возвращается в свой «нормальный» мир, чтобы защитить его. Пытаясь защитить того, кого любит, Калеб проникает в мир Алекс и читает книгу Тёмной магии, которую Алекс спрятала её в своём мире. Чары книги дают ему непревзойденные способности, но вызывают процесс, который окажется слишком опасным для него. Поскольку угроза Тёмного Волшебства становится более сильной, Алекс находит, что её Добрая магия слабее, и печально признает, что Манджипур больше не безопасен. Она должна теперь бороться, чтобы победить Тёмное Волшебство перед барьером между двумя мирами.

## В ролях
- Эмили Робинс — Алекс Уилсон
- Майлз Санто — Куру
- Мэдди Тайерс — Аманда
- Себастьян Грегори — JB Deekes
- Дэмиен Боди — Вашан
- Эмилия Бёрнс — Дива
- Бретт Климо — Омар
- Лиам Хемсворт — Маркус
- Ева Ладзеро — Зоуи
- Элис Платт— Анита
- Грант Пиро — Джим
- Сиам (слониха) — Анелла
- Джорджина Хэйг — Замира
- Ричард Бранкатисано — Калеб
- Эка Дарвилл — Тейлор

## Сезоны
Первый сезон снят с ноября 2008 до апреля 2009, состоит из 26 эпизодов.
Второй сезон состоит из 26 эпизодов. Был показан с 2010 года по май 2011 года
|  | 1 сезон | 26 | 13 ноября 2008 | 24 мая 2009 | 3 апреля 2009 | 2 сентября 2009 | 10 марта 2010 |
|  | 2 сезон | 26 | октябрь 2010   | май 2011    | TBA           | TBA             | TBA           |